# 飯島大邦
飯島 大邦（いいじま ひろくに、1964年 - ）は、日本の経済学者。中央大学経済学部教授。専門は公共経済学。

## 略歴
東京都出身。
1982年東京都立大学附属高等学校卒業。1987年中央大学経済学部国際経済学科卒業。1989年慶應義塾大学大学院経済学研究科修士課程修了、1993年同博士課程単位取得退学。
1993年中央大学経済学部助手、1996年助教授、2007年准教授、2013年教授。ジョージ・メイソン大学公共選択研究センター客室研究員などを歴任。

## 著書

### 共著
- （田中廣滋, 横山彰, 御船洋）『公共経済学』（東洋経済新報社, 1988年）

### 共編書
- （丸尾直美, 吉田雅彦, 益村眞知子）『ポスト福祉国家の総合政策』（ミネルヴァ書房, 2001年）
- （谷口洋志, 中野守）『制度改革と経済政策』（中央大学出版部, 2010年）

### 分担執筆
- （中野守）『現代経済システムと公共政策』（中央大学出版部, 2006年）
- （片桐正俊, 御船洋, 横山彰）『グローバル化財政の新展開』（中央大学出版部, 2010年）
- （塩見英治, 山崎朗）『人口減少下の制度改革と地域政策』（中央大学出版部, 2011年）

### 翻訳
- ロバート・フェルドマン, ロベルト・セラーノ『厚生経済学と社会選択論』（共訳, シーエーピー出版, 2009年）
- ブライアン・カプラン『選挙の経済学』（長峯純一, 奥井克美監訳・湯之上英雄, 石田祐, 中村まづる共訳, 日経BP社, 2009年）